# Nürnberg (1934)
El Nürnberg fue un crucero ligero clase Leipzig de la Kriegsmarine alemana. Fue nombrado en honor de la ciudad de Núremberg y tenía un buque gemelo, el Leipzig.

## Descripción

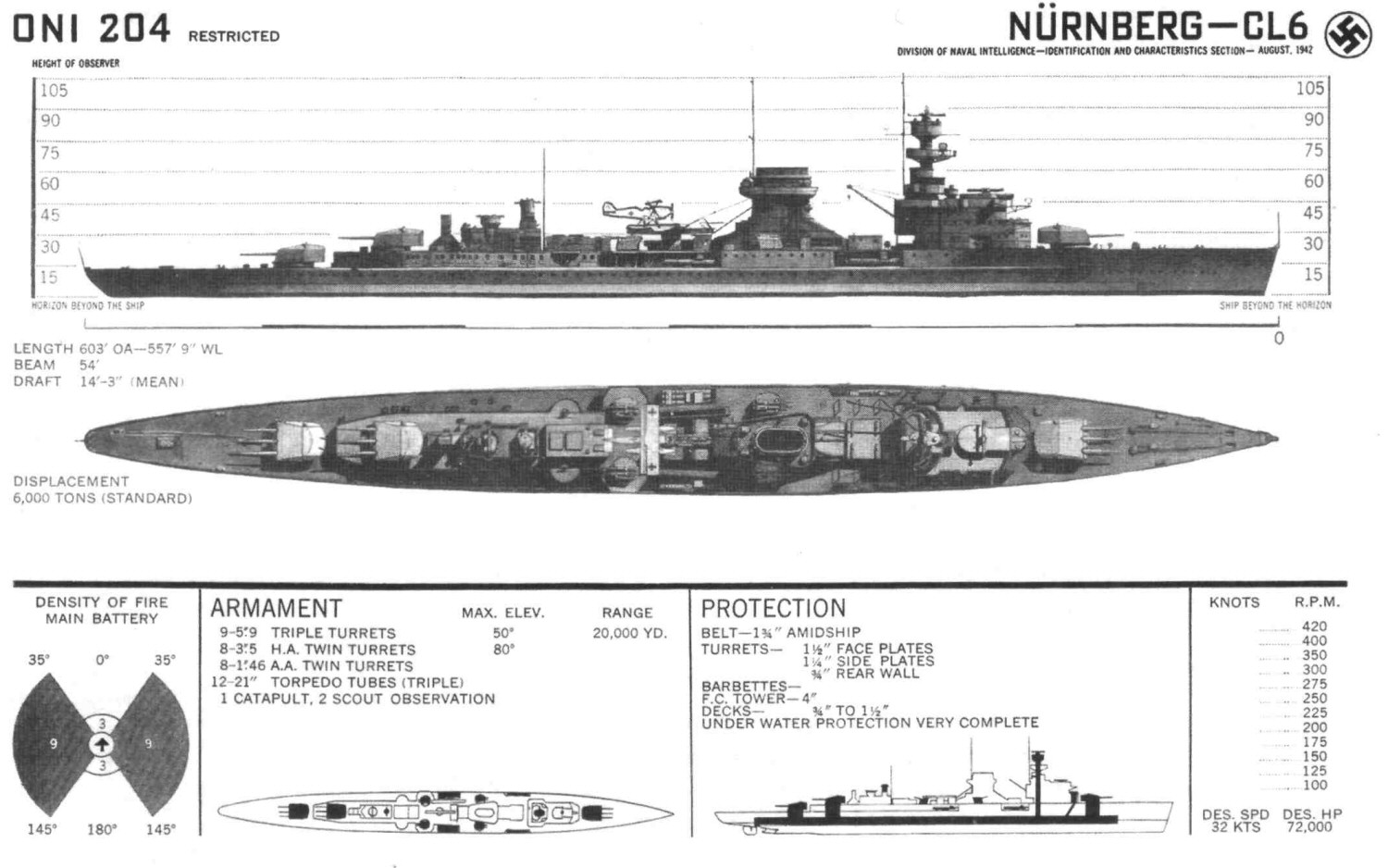
Dibujo lineal de Núremberg

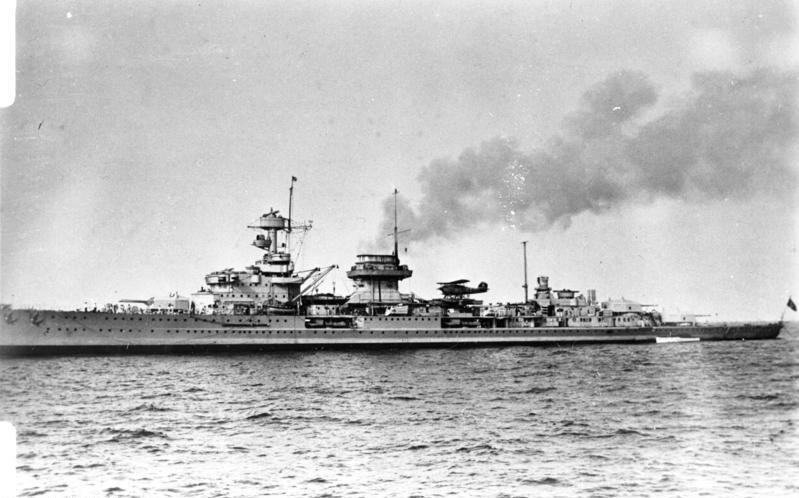
El Núremberg antes de la guerra

El crucero fue puesto en grada en 1934 y botado en diciembre de ese año, aunque no estuvo completo hasta noviembre de 1935. Fue armado con una batería principal de nueve cañones de 150 mm en tres torretas triples y podía navegar a una velocidad de 32 nudos (59 km/h). El Nürnberg fue el buque de guerra de la Kriegsmarine que más años permaneció en activo, pues fue entregado a la armada soviética en 1945 y siguió en servicio bastantes años después del final de la Segunda Guerra Mundial.

## Historial
A finales de la década de 1930 el crucero tomó parte en las patrullas de no intervención en las costas de la península ibérica durante la Guerra Civil Española. Tras el estallido de la Segunda Guerra Mundial, en septiembre de 1939, fue destinado a la colocación de minas marinas frente a las costas alemanas y después actuó como escolta de buques minadores en el mar del Norte hasta que fue torpedeado por un submarino británico en diciembre de ese año. Una vez reparado comenzó a servir como buque escuela en el mar Báltico y así permaneció hasta casi el final de la contienda, solo interrumpido por un despliegue en aguas noruegas entre noviembre de 1942 y abril de 1943. En enero de 1945 lo destinaron a la colocación de minas en el estrecho Skagerrak, pero la escasez de combustible solo permitió una misión de este tipo.

### Servicio en la posguerra
Tras la capitulación alemana, el Nürnberg cayó en poder de la Royal Navy británica. El 24 de mayo de 1945, el Nürnberg y el crucero pesado Prinz Eugen zarparon de Copenhague escoltados por el Devonshire, el Dido y varios otros buques de guerra. La flotilla llegó a Wilhelmshaven el 28 de mayo y los barcos alemanes permanecieron allí mientras se determinaba su destino en la Conferencia de Potsdam. Los aliados finalmente acordaron otorgar al Nürnberg a la Armada Soviética como parte de las reparaciones de guerra. Para evitar que los alemanes hundieran sus barcos como lo habían hecho en 1919, los aliados se apoderaron formalmente de los barcos el 19 de diciembre, mientras el Nürnberg estaba en dique seco. Ese día subió a bordo la tripulación soviética del barco. El 2 de enero, los soviéticos llevaron sus buques de guerra incautados, entre los que también se encontraban el buque objetivo Hessen, el buque de radiocontrol Blitz de Hessen, el destructor Z15 Erich Steinbrinck y los torpederos T33 y T107, a Libau, en la actual Letonia. 
La Armada Soviética examinó el barco a fondo después de su llegada a Libau. Luego, renombrado como Admiral Makarov, fue asignado a la 8.ª Flota, con base en Tallin. A finales de 1948, se convirtió en el buque insignia de la 8ª Flota, bajo el mando del Vicealmirante Fyodor Zozulya. A principios de la década de 1950, entraron en servicio tres nuevos cruceros clase Chapayev, lo que llevó a la Armada soviética a retirar al almirante Makarov de sus funciones en primera línea. Regresó a su antiguo trabajo como crucero de entrenamiento, esta vez con base en Kronstadt, a mediados de 1954. Durante este período, se eliminó la mayor parte de su armamento antiaéreo ligero y se instalaron nuevos radares. Su destino final no está claro; Parece que el buque quedó fuera de servicio en mayo de 1959 y fue desguazada algún tiempo después, supuestamente a mediados de 1960. En cualquier caso, fue el buque de guerra importante de la Kriegsmarine que sobrevivió más tiempo y el único que entró en servicio activo después del final de la guerra.
Tras la capitulación alemana, el Nürnberg cayó en poder de la Royal Navy británica y después fue entregado a la Armada Soviética como parte de las reparaciones de guerra.